# 利托夫卡 (阿赫特爾卡區)
50°23′35″N 34°58′43″E / 50.39306°N 34.97861°E
利托夫卡（烏克蘭語：Литовка）是位於烏克蘭東北部的村莊，由蘇梅州奥赫蒂尔卡区的切爾內奇奇納市鎮負責管轄。該村處於沃爾斯克拉河左岸，分別距離巴基里夫卡1.5公里和克利緬托韋3公里，海拔高度113米，2001年人口227。